# Légende napoléonienne

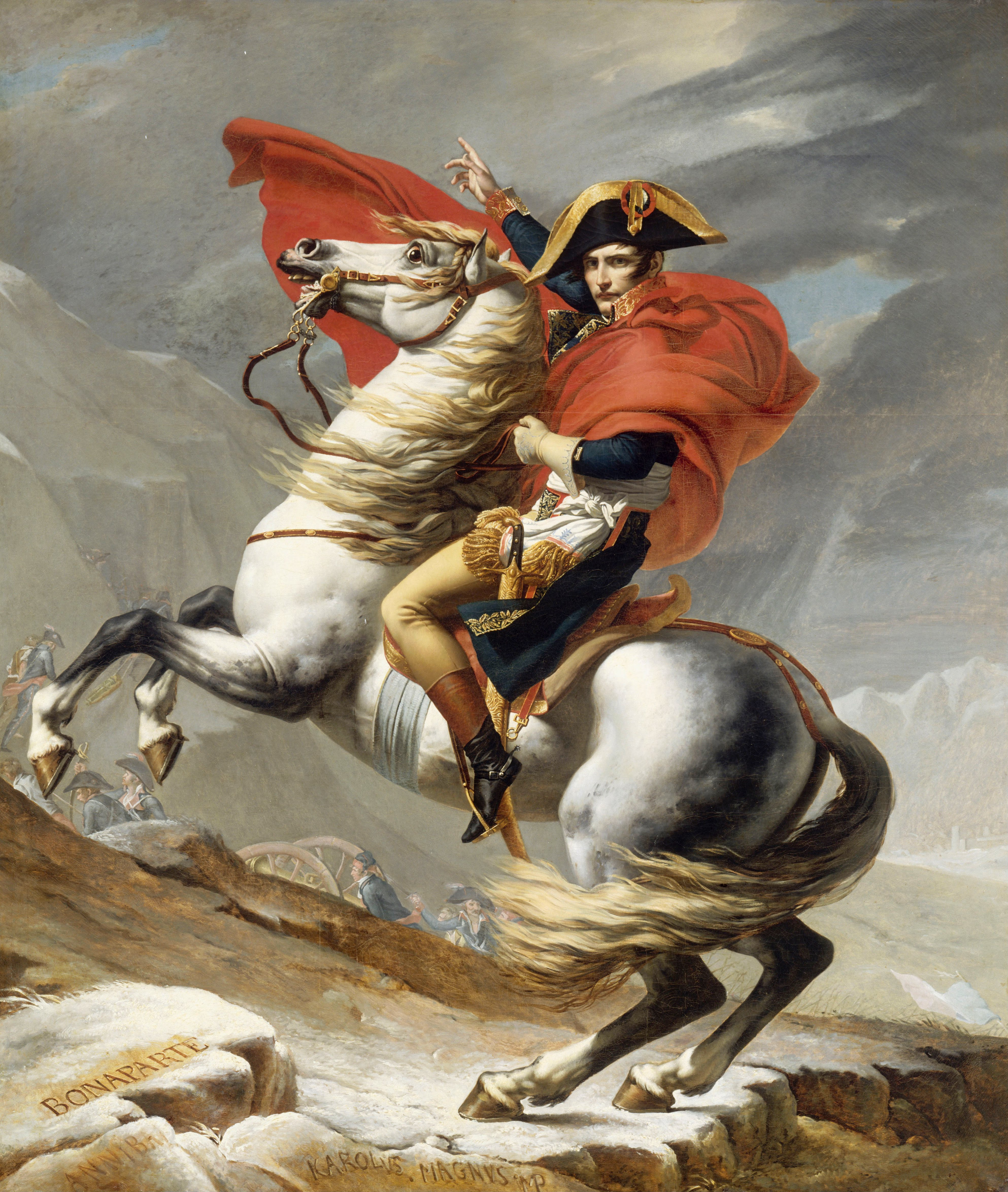
Un tableau propagandiste : Le Premier Consul franchissant les Alpes au col du Grand-Saint-Bernard, par Jacques-Louis David (1802), musée du château de Versailles, Versailles.

La légende napoléonienne s'est constituée pour célébrer et glorifier les actions de Napoléon Bonaparte et en faire l'objet d'un mythe ou d'un culte : elle advient de son vivant, prenant la forme d'une propagande, et rebondit à titre posthume, sur plus de deux siècles.
Peu d'hommes dans l'histoire de l'Humanité ont suscité à la fois autant de haine et d’admiration, et autant divisé l'opinion. Dès les débuts de sa carrière militaire et politique, en prenant le pouvoir par le coup d’État du 18 Brumaire, Napoléon s’est inscrit dans le grand récit historique de la modernité, et dans la mémoire des hommes, à travers un destin mouvementé et exceptionnel. Son ascension fulgurante, obtenue à l'origine par des conquêtes militaires victorieuses, l’ampleur inédite des dernières déroutes ainsi que de ses deux exils, ont fait de ce personnage majeur de l'histoire de France et de l'Europe, une figure légendaire.

## Origine et construction du mythe napoléonien
Napoléon Bonaparte est le principal édificateur de sa légende. Dans son ouvrage Napoléon journaliste, Antonin Périvier écrit : « Bonaparte, et, plus tard, Napoléon, rapporta à son unique personne et à son profit exclusif toute la publicité dont il disposait ». Dès la première campagne d'Italie, en 1797, il met en place une propagande en sa faveur, en faisant publier en Italie des bulletins destinés à glorifier ses actions militaires et à marquer les opinions. Le 20 juillet parait le Courrier de l'armée d'Italie, suivi le 10 août de La France vue de l'armée d'Italie et à Paris du Journal de Bonaparte et des hommes vertueux qui parait sous l'initiative de ses frères Joseph et Lucien le 19 février 1797. Dans ces feuilles, il met en valeur ses actions et commente la situation politique en France. On y lit des épigraphes dithyrambiques comme : dans le Courrier « Bonaparte vole comme l'éclair et frappe comme la foudre. Il est partout et il voit tout, il est l'envoyé de la grande nation », et dans le Journal de Bonaparte : « Annibal dormit à Capoue, mais Bonaparte actif ne dort pas à Mantoue ». Ces journaux et la propagande qu'ils diffusent en France vont permettre de distinguer Bonaparte des autres généraux de la République et contribuer à la montée de sa popularité auprès de l'opinion.
Maurice Duverger souligne l'importance de la propagande orchestrée par Napoléon, les parades et célébrations qui entourent ses victoires, dans le fonctionnement de son régime : le peuple et les courtisans répétaient que la pluie cessait et le soleil apparaissait lorsqu'il se montrait. « Napoléon continue à fasciner tous les théoriciens du pouvoir politique ; n'est-ce pas parce que sa dictature apparaît singulièrement moderne. Son autorité revêt un caractère charismatique qui l'apparente à notre moderne culte de la personnalité. » Ce culte est largement relayé par les soldats de la Grande Armée qui comptent sur l'empereur dans les moments les plus difficiles, mais aussi par le clergé qui, à partir du concordat de 1801, présente Napoléon comme l'envoyé de la providence.

## Le mythe dans l'art
Napoléon est une figure historique populaire, qui figure dans une prolifique création d’ouvrages, de films, de tableaux, etc.

### Beaux-arts
L'art contribue à la légende napoléonienne du vivant de l'empereur déjà, par le biais des tableaux de propagande sculptures gravures ou estampes, de David ou Antoine-Jean Gros entre autres. Les tableaux peints après la vie de Napoléon, voire, bien longtemps après sa mort, traduisent pour la plupart une nostalgie de la France sous Napoléon. Par exemple, Le rêve d'Édouard Detaille (qui se trouve aujourd’hui au musée d'Orsay) représentait dans une allégorie très patriotique les soldats français de 1870 dormant, avec dans les nuages le souvenir lointain de la Grande Armée victorieuse. Ce genre de tableaux, montrant la nostalgie d’une France victorieuse et unie, sont l'un des fondements de la légende napoléonienne, car ils mettent tous en image le souvenir de plus en plus lointain d'une France mythique.

Toiles illustrant la légende napoléonienne
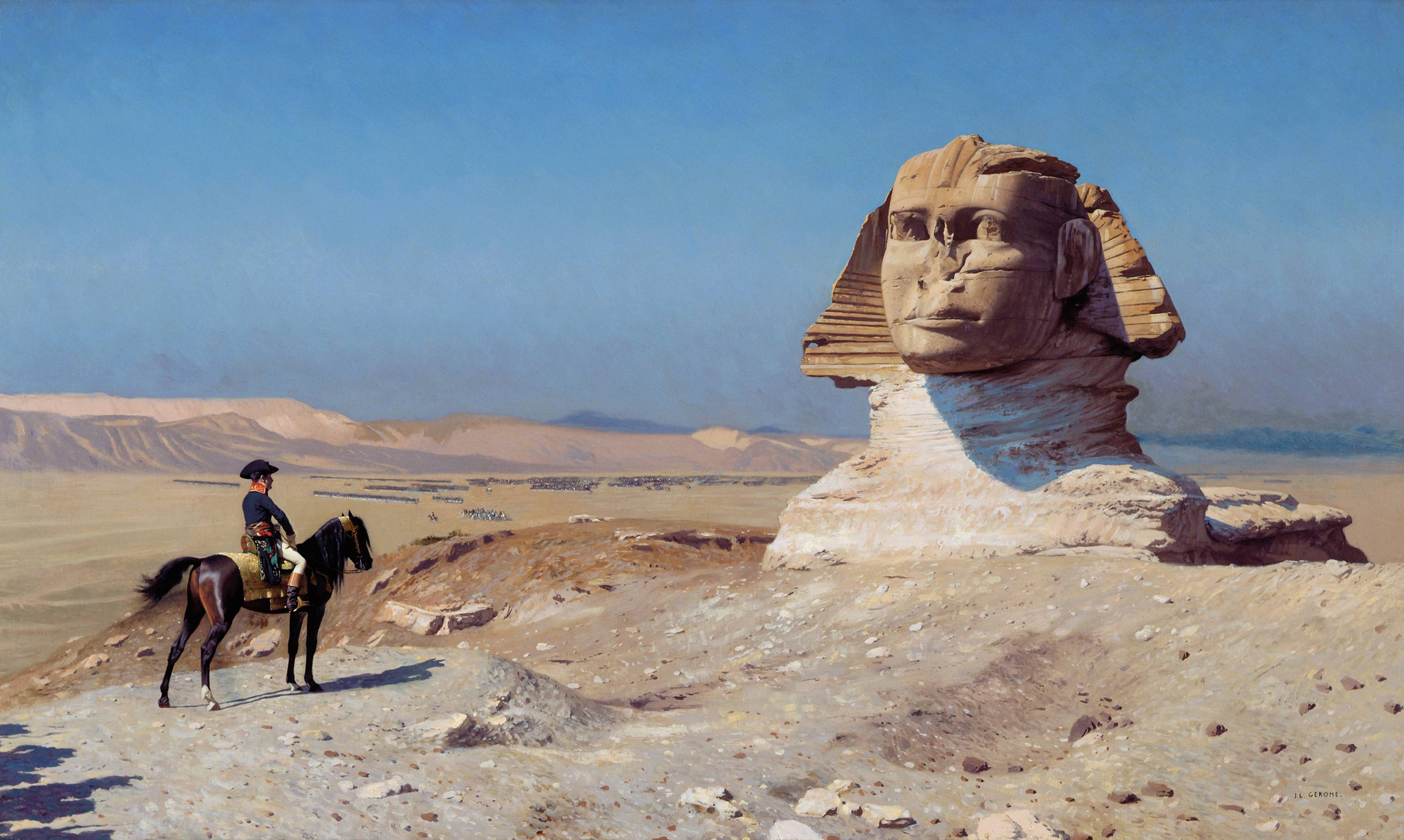
Bonaparte devant le Sphinx par Jean-Léon Gérôme, 1867-1868, Hearst Castle.
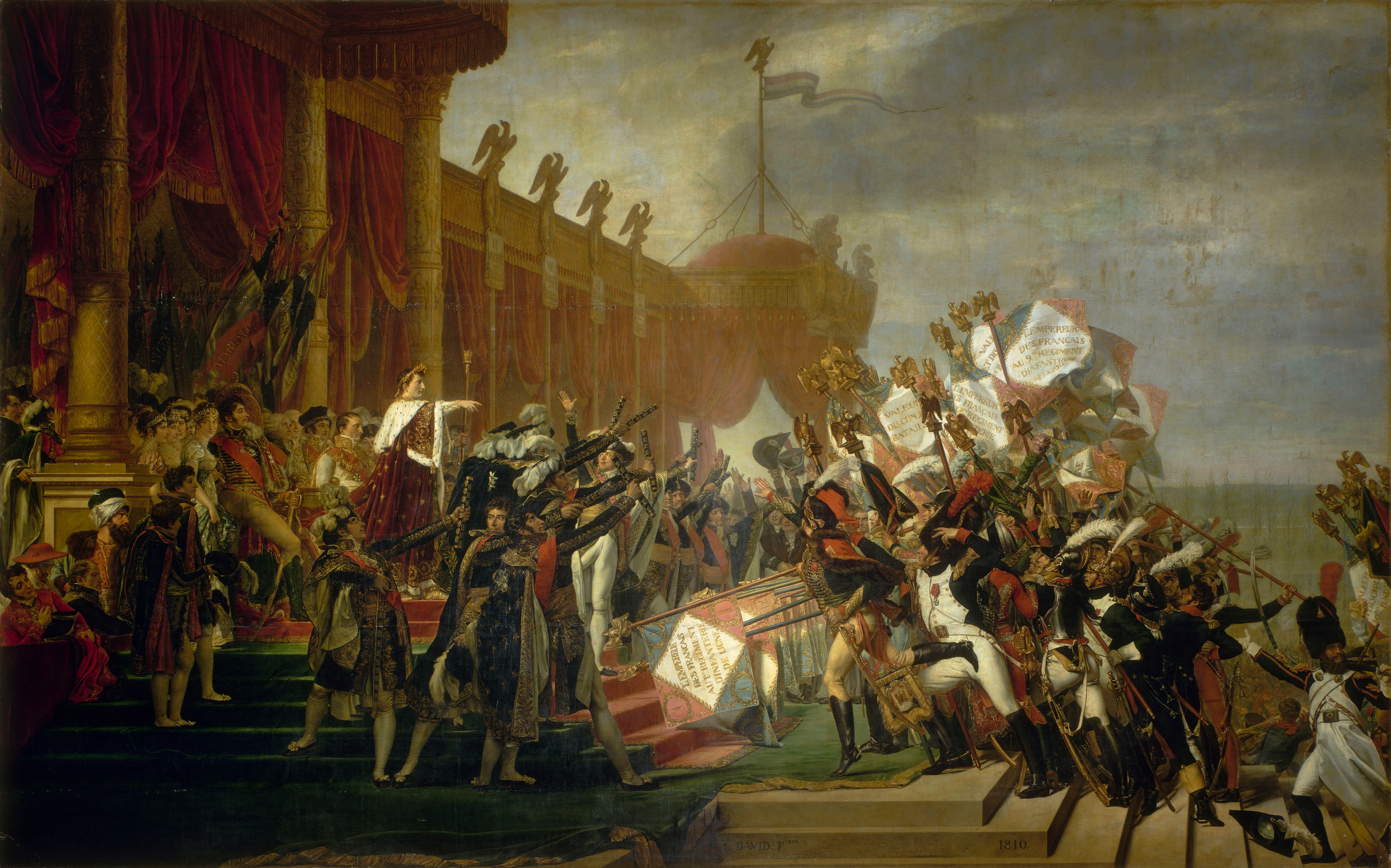
La Distribution des Aigles par David, 1810, musée du château de Versailles.
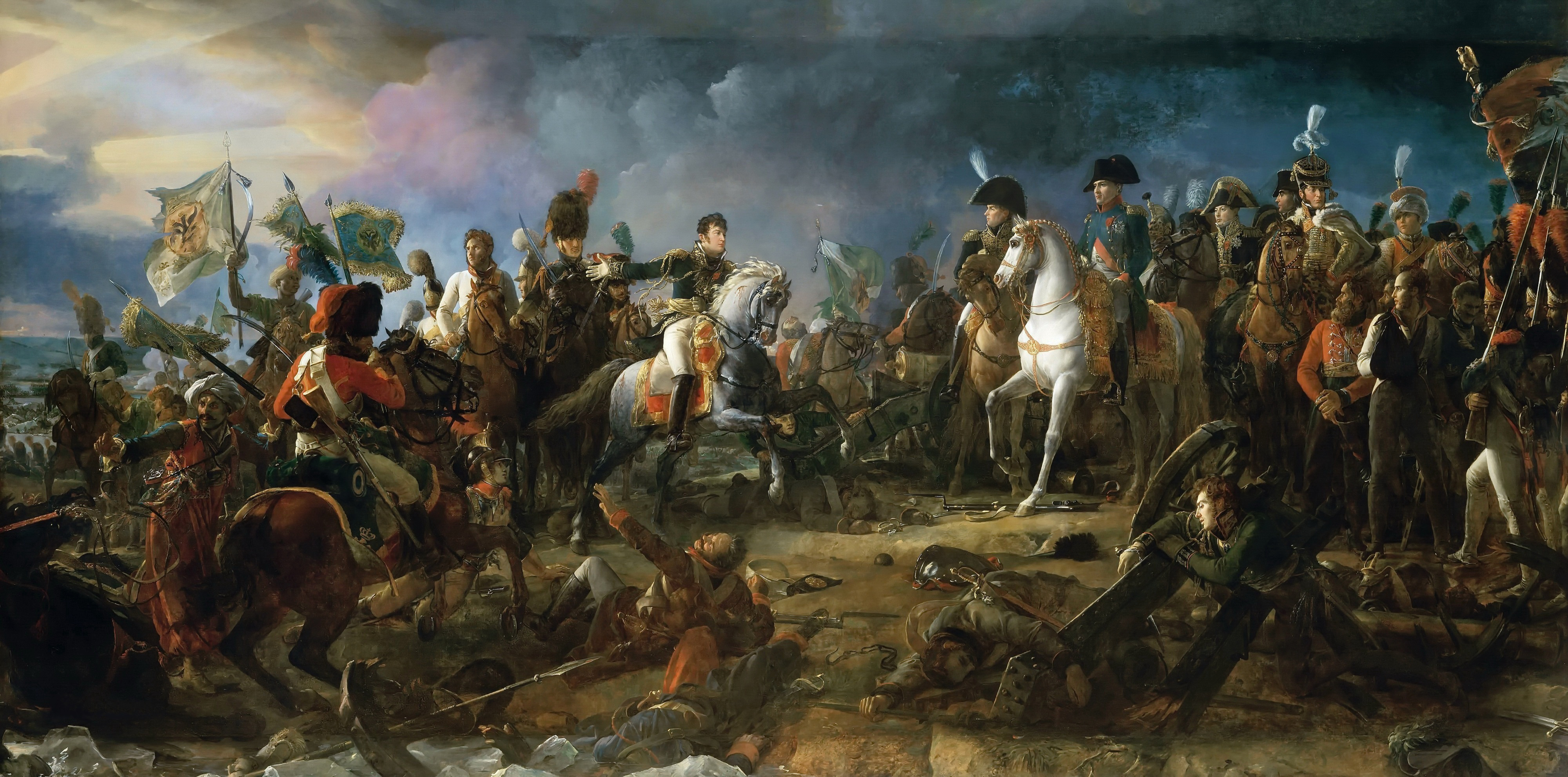
Bataille d'Austerlitz, 2 décembre 1805, par François Gérard, 1810, musée du château de Versailles, Versailles.
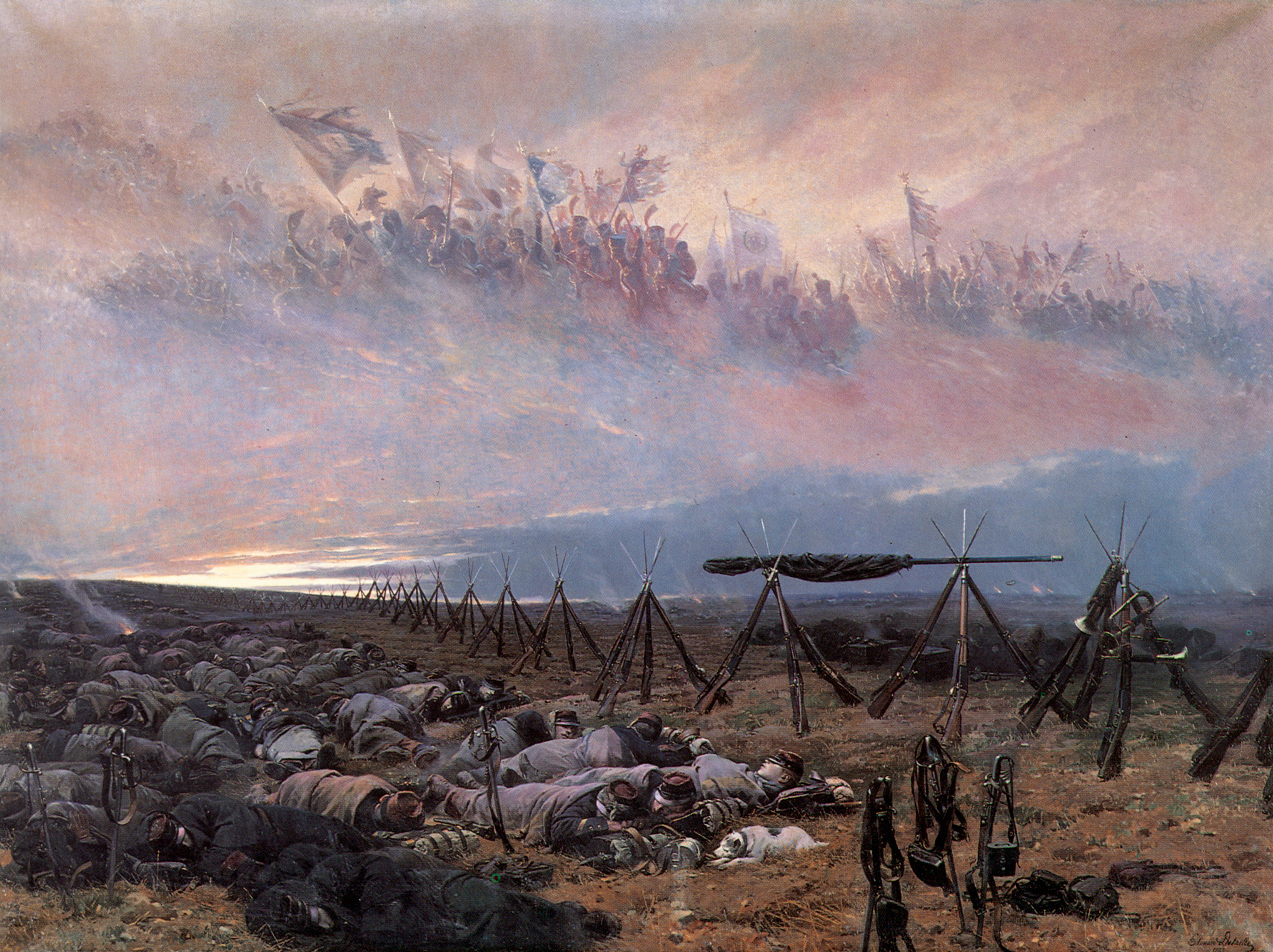
Le Rêve, par Édouard Detaille, 1888, musée d'Orsay, Paris.

### Littérature
Le Mémorial de Sainte-Hélène, chef-d'œuvre de propagande écrit en 1823 (après la mort de Napoléon) par Emmanuel de Las Cases, réactive la légende dorée et pose les bases du bonapartisme.
Alors que la légende noire est réactivée par celle de son neveu Napoléon III dont la politique (et surtout la perte de l'Alsace et la Lorraine) est vivement critiquée par Victor Hugo, Henri Rochefort ou Maurice Joly, des hommes politiques comme Maurice Barrès se retournent vers Napoléon, ses conquêtes victorieuses devant inspirer le sentiment de revanchisme. Le maréchal Foch et Joseph Joffre en font l'éloge, reconnaissant qu'ils se sont inspirés de la stratégie napoléonienne pour remporter la victoire de 14-18.

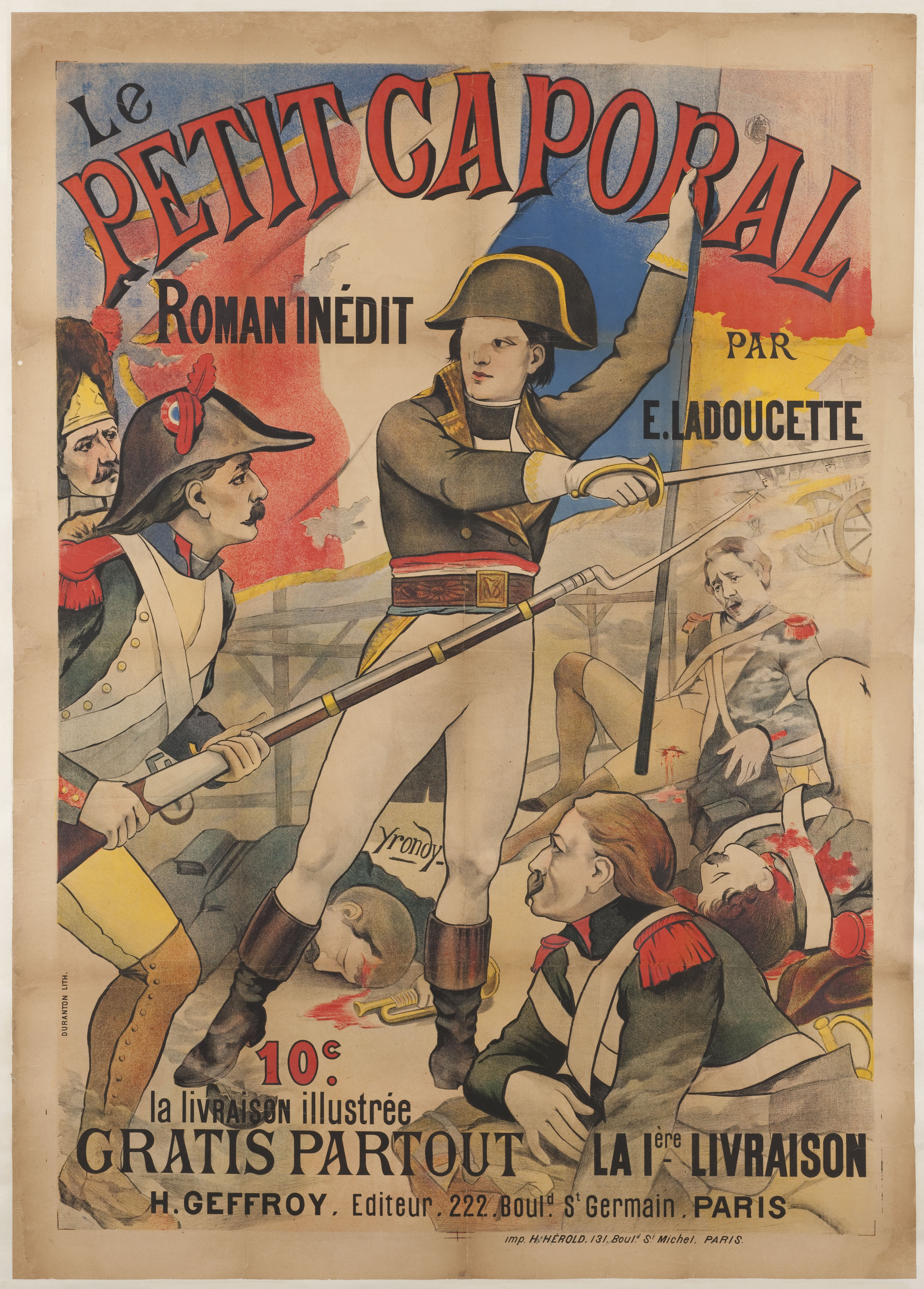
Le Petit Caporal d'Edmond Ladoucette, affiche lithographiée signée Édouard Yrondy, 1895.

Honoré de Balzac illustre cette admiration, en écrivant dans Une conversation entre onze heures et minuit, extrait des Contes bruns : « Qui pourra jamais expliquer, peindre ou comprendre Napoléon ? Un homme qu'on représente les bras croisés, et qui a tout fait ! Qui a été le plus beau pouvoir connu, le pouvoir le plus concentré, le plus mordant, le plus acide de tous les pouvoirs ; singulier génie qui a promené partout la civilisation armée sans la fixer nulle part ; un homme qui pouvait tout faire, parce qu'il voulait tout ; prodigieux phénomène de volonté, domptant une maladie par une bataille, et qui cependant devait mourir d'une maladie dans un lit après avoir vécu au milieu des balles et des boulets ; un homme qui avait dans la tête un code et une épée, la parole et l'action ».

### Musique
Beethoven dédia initialement sa symphonie no 3 Eroica, composée entre 1803 et 1804, à Napoléon, mais renonça à cette dédicace lorsque le Premier Consul se fit couronner empereur. Un lied du poète allemand Heinrich Heine, publié en 1822 et intitulé Die Grenadiere, ou Die beiden Grenadiere, Les deux grenadiers, évoque la fascination exercée par le commandant de la Grande Armée sur ses hommes. Hector Berlioz a composé son Te Deum en son honneur, en 1849.

### Cinéma

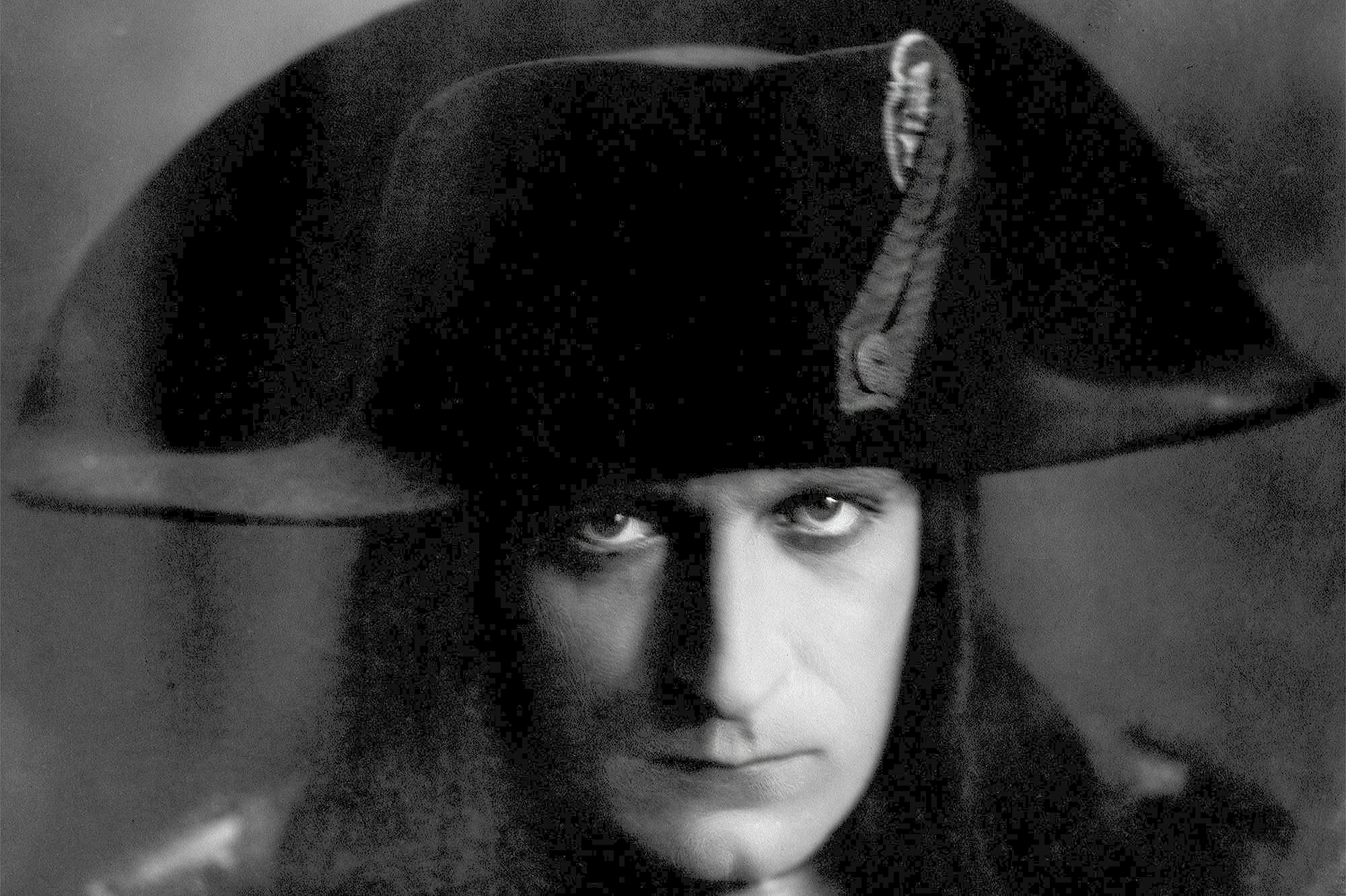
Albert Dieudonné dans le rôle de Napoléon Bonaparte dans Napoléon d'Abel Gance (1927).

Le personnage de Napoléon apparaît dans environ deux cents films, interprété entre autres par Abel Gance, Albert Dieudonné, Raymond Pellegrin, Marlon Brando, Daniel Gélin, Pierre Mondy, Rod Steiger, Philippe Torreton, Christian Clavier, Joaquin Phoenix. Les œuvres d'Abel Gance, Sacha Guitry et Sergueï Bondartchouk notamment sont des fresques monumentales qui se veulent à la hauteur du mythe du personnage. Stanley Kubrick, désireux de filmer lui aussi une biographie de l'Empereur, dut renoncer à ce projet.

### Bande dessinée
Bien que n'ayant tiré aucun chef-d'œuvre de l'aventure napoléonienne disparu, à l'inverse de la peinture ou du cinéma, la bande dessinée est un art qui reste assez inspiré par le personnage qu’est Napoléon. On peut citer dans les œuvres consacrées à l'Empereur celle de Roger Lécureux et Guido Buzzelli, qui raconte entièrement la vie de Napoléon, dans un style de dessin réaliste, et une grande sobriété dans le scénario. D'autres bandes dessinées du même genre racontent la vie ou des périodes de la vie de Napoléon, comme Napoléon Bonaparte, de Guy Hempey (au scénario) et Pierre Brochard (au dessin) ou encore les trois albums de la série Napoléon, des Belges Liliane Funcken et Fred Funcken : le sultan de feu, la chute de l'aigle, Waterloo (bataille) (1815).
Mais le mythe Napoléon est souvent caricaturé, mettant en scène des mégalomanes qui se prennent pour l'Empereur. C’est le cas de Jean-Marc Rochette, qui remporta un certain succès commercial et critique (en remportant certains prix au festival d’Angoulême) avec Napoléon et Bonaparte, qui raconte les aventures burlesques de deux fous, se prenant tous deux pour le célèbre militaire. On peut aussi citer, pour rester dans le comique, le travail de Marcel Gotlib, qui s'est servi de Napoléon Bonaparte dans sa Rubrique-à-brac, ainsi que la série Godaille et Godasse, qui met en scène ses histoires de famille.

### Jeux-vidéo
Napoléon est le visage de la France dans le multijoueur d'Age of Empires III, arborant anachroniquement le drapeau fleurdelisé monarchique.
Dans Europa Universalis 4, Napoléon peut apparaître comme général durant la Révolution française, et le jeu offre la possibilité de le choisir comme dirigeant de la France. Il détient les plus puissantes statistiques possibles (6/6/6).
Dans Fate/Grand Order, Napoléon est un Servant apparu dans l'Arc II, Cosmos in the Lostbelt, au cours du second Lostbelt, Götterdämmerung. De classe Archer, c'est un homme de grande taille au charisme débordant, véritable incarnation de l'espoir, qui rend possible l'impossible et sort toujours vainqueur même dans les situations les plus désastreuses grâce à son Noble Phantasme, Arc de Triomphe de l'Étoile, matérialisé sous la forme d'un canon pouvant tirer un puissant rayon de lumière symbolisant l'arc-en-ciel des possibilités. Sa troisième ascension le dépeint coiffé d'un imposant bicorne et en costume impérial avec cape rouge, inspiré du tableau de David, Bonaparte franchissant le Grand-Saint-Bernard.
Napoléon est au cœur de Rhythm Thief et les Mystères de Paris, où sa résurrection est le moteur de l'intrigue.